# Jastrzębowo (gmina)
Jastrzębowo – dawna gmina wiejska w powiecie tarnopolskim województwa tarnopolskiego II Rzeczypospolitej. Siedzibą gminy było Jastrzębowo.

## Historia
Gminę utworzono 1 sierpnia 1934 r. w ramach reformy na podstawie ustawy scaleniowej z dotychczasowych gmin wiejskich: Denysów, Horodyszcze, Jastrzębowo i Kupczyńce.
W marcu 1938 przyznano marszałkowi Edwardowi Śmigłemu-Rydzowi honorowe obywatelstwo gminy.
Pod okupacją zniesiona i przekształcona głównie w gminę Kupczyńce.